# Paryphoconus sonorensis
Paryphoconus sonorensis is een muggensoort uit de familie van de knutten (Ceratopogonidae). De wetenschappelijke naam van de soort is voor het eerst geldig gepubliceerd in 1972 door Wirth and Ratanaworabhan.